# Рътланд (окръг, Вермонт)
Вижте пояснителната страница за други значения на Рътланд.
Окръг Рътланд (на английски: Rutland County) е окръг в щата Вермонт, Съединени американски щати. Площта му е 2448 km², а населението – 59 310 души (2016). Административен център е град Рътланд.